# Зал

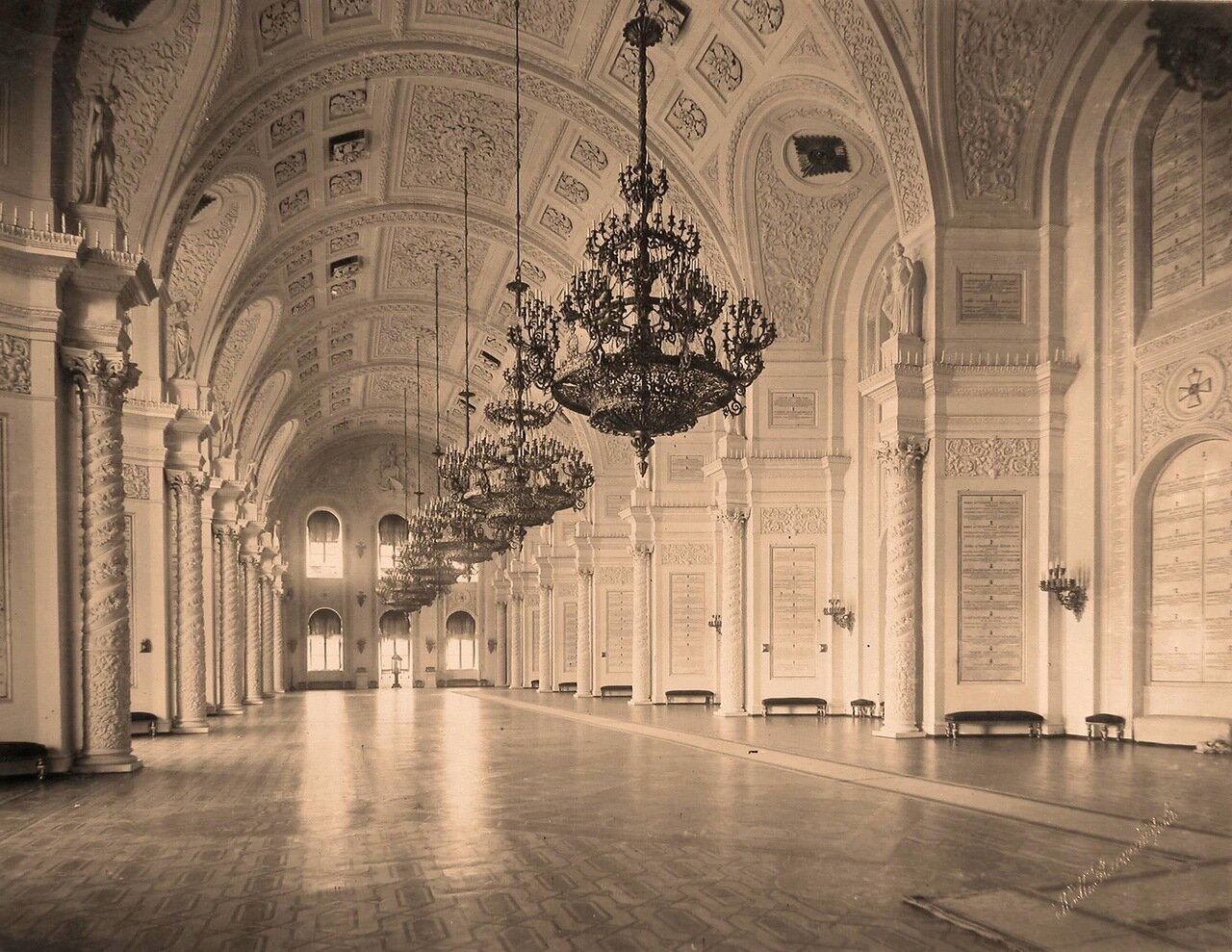
Большой Кремлёвский дворец. Георгиевский зал. 1838—1849. Архитектор К. А. Тон. Москва

Зал (за́ла, за́ло, от нем. Saal) — большое, как правило, крытое помещение. 
Как отмечал В. В. Набоков, это единственное слово русского языка, которое употребляется во всех трёх родах: зал, зала, зало.
Зал в истории архитектуры — непременная принадлежность дворца, палаццо, виллы, замка, отеля, усадебного дома. «Зальным» называется пространство, имеющее примерно равные размеры в высоту, длину и ширину. Поэтому трёхнефные базиликальные храмы, имеющие нефы одинаковой высоты, называют «зальными». Как правило, они не имеют трансепта.
В западноевропейской архитектуре «зальные церкви» (Hallenkirche, Saalkirche) известны с XI века. В отдельных случаях они являются результатом развития храмов крестово-купольного типа. Второй ярус надстроенных боковых нефов зальных базилик называют эмпорами. Зальный тип церкви характерен для многих сооружений английской готики. Зальными являются собор в Бристоле, зал капитула в Вестминстере в Лондоне. Известны купольные зальные церкви эпохи барокко (Wandpfeilerhalle). Возведение купольных зальных церквей с трансептом, не выходящим за пределы трёх нефов одинаковой высоты, возводили архитекторы ордена иезуитов согласно постановлениям Тридентского собора Католической церкви.
Зальной постройкой является Петропавловский собор в Санкт-Петербурге. Залы зрительно расширяют внутреннее пространство храмов из-за того, что свет из окон боковых нефов беспрепятственно освещает центральный, а также за счёт того, что опорные столбы, которые в ранних постройках делали крещатыми, заменяются круглыми колоннами. Такое новшество, в частности, впервые применил в древнерусской архитектуре мастер из Болоньи А. Фьораванти в Успенском соборе в Московском Кремле (1475—1479). Столь необычное для русских церквей решение было отмечено летописцами как «палатообразное», то есть напоминающее «светлостию и звонкостию» помещения светских построек.
Большой зал с высотой стен в два этажа и двумя ярусами окон не разделёнными перекрытием называется в архитектуре «двусветным». «Вторым светом» именуют верхний ярус стен и окон. Залы «в два света» в истории архитектуры строили в качестве парадных, представительских помещений, которые должны создавать особенно торжественное впечатление, например, приёмный зал городского магистрата, ратуши, биржи. Классический пример — Зал Ратуши в Амстердаме, позднее получившей название Королевского дворца.
К двусветным зальным постройкам относятся Иорданская лестница в Зимнем дворце в Санкт-Петербурге, Танцевальный и Большой зал (в XVIII веке его называли «Светлой галереей») Большого дворца в Царском Селе (архитектор Растрелли). С «двойным светом» устроены Колонный зал и ротонда Таврического дворца в Санкт-Петербурге (1782—1789, архитектор Старов), Мраморный (Орловский) зал Мраморного дворца в Санкт-Петербурге и многие другие интерьеры, которым придавали особое церемониальное значение.